# جائزة كارل ساغان التذكارية
جائزة كارل ساغان التذكارية هي جائزة تقدمها كلا من الجمعية الأمريكية للملاحة الفضائية والجمعية الكوكبية للأفراد أو المنظمات صاحبة الدور الريادي في مجال استكشاف الكون. الجائزة سنوية، تم تقديمها للمرة الأولى في عام 1997 للفلكي والفيزيائي الأمريكي كارل ساغان (1934-1996) تكريما له وتخليدا لذكراه.

## الفائزون
الجائزة تعطى بصورة سنوية ولم تتوقف غير ثلاث مرات فقط عام 2009، 2010 و 2018. لا تنظر الجمعية إلى العرق، الجنس أو جنسية عالم الفلك.
- عام 1997: بروس موراي.[6]
- عام 1998: ويسلي هانتريس.[7]
- عام 1999: إدوارد سي ستون.[8]
- عام 2000: أرنولد نيكوجوسيان.
- عام 2001: إدوارد وايلر.[9]
- عام 2002: فريق بحث كارنيجي بلانيت، كاليفورنيا.[10]
- عام 2003: رولد ساجدييف.[11]
- عام 2004: ستيف سكويرز وفريق أثينا.[12]
- عام 2005: مايكل مالين.[13]
- عام 2006: سكوت هوبارد.
- عام 2007: ماريا زوبر.[14]
- عام 2008: لينارد أيه فيسك.
- عام 2009: لا أحد.
- عام 2010: لا أحد.
- عام 2011: شارل العشي.[15]
- عام 2012: ريكاردو جياكوني.
- عام 2013: ايلين كيه ستانسبيري.
- عام 2014: وليام بوروكي.
- عام 2015: فرانك سيبولينا.
- عام 2016: آلان ستيرن.
- عام 2017: مجتمع إتس إس تي.
- عام 2017: لا أحد

## وصلات خارجية
- جائزة كارل ساغان التذكارية
- وثائقي عن كارل ساغان